# Storyville (álbum)
Storyville es el segundo álbum de estudio del músico canadiense Robbie Robertson, publicado por Geffen Records en 1991. El álbum está enfocado en el jazz de Nueva Orleans y alterna historias sobre el barrio Storyville de la ciudad.

## Lista de canciones
Todas las canciones compuestas por Robbie Robertson excepto donde se anota.
1. "Night Parade" – 5:05
2. "Hold Back the Dawn" – 5:25
3. "Go Back to Your Woods" (Robertson, Bruce Hornsby) – 4:48
4. "Soap Box Preacher" – 5:17
5. "Day of Reckoning (Burnin' for You)" (Robertson, David Ricketts) – 6:43
6. "What About Now" (Robertson, Ivan Neville) – 5:08
7. "Shake This Town" – 5:21
8. "Breakin the Rules" – 5:48
9. "Resurrection" – 5:18
10. "Sign of the Rainbow" (Robertson, Martin Page) – 5:24

## Personal
| - Robbie Robertson: voz, guitarra acústica, guitarra eléctrica y órgano - Jerry Marotta: batería en los temas 1, 4, 6 y 10, y percusión en el tema 10 - Guy Pratt: bajo en los temas 1, 2, 6 y 9 - Bill Dillon: guitarra en los temas 1, 2, 4, 5, 7 y 9, y mandolina en el tema 4 - Alex Acuña: percusión en los temas 1 2 5 6 9 - Paul Moore: teclados en los temas 2, 5, 8 y 10, y batería en el tema 8 - Ronnie Foster: órgano Hammond en el tema 1 - Code Blue: coros en los temas 1, 3 y 7 - Wardell Quezergue: arreglos de vientos en los temas 1, 3, 4, 8 y 9 - Billy Ward: batería en el tema 2 - Stephen Hague: teclados en los temas 2 y 7, bajo en el tema 4 y programación en el tema 7 - Rick Danko: coros en el tema 2 - Russell Batiste, Jr.: batería en el tema 3 - George Porter, Jr.: bajo y coros en el tema 3 - Leo Nocentelli: guitarra rítmica en el tema 3 - Art Neville: órgano y coros en el tema 3 - Bruce Hornsby: teclados y coros en el tema 3 - Cyril Neville: percusión en el tema 3 - Ronald Jones: batería en los tema 4 y 8 - Garth Hudson: teclados en los temas 4, 7 y 9 - Neil Young: coros en el tema 4 - John Robinson: batería en los temas 5 y 7 - David Ricketts: bajo, guitarra, teclados y programación en el tema 5 - Jared Levine: hi-hat en el tema 5 - Yvonne Williams: coros en el tema 5 - Carmen Twillie: coros en el tema 5 - Clydene Jackson: coros en el tema 5 - Roy Galloway: coros en el tema 5 - Mark Isham: arreglos de vientos en el tema 5 - Ivan Neville: teclados y coros en el tema 6 - Aaron Neville: coros en los temas 6 y 10 - Mark Leonard: bajo en el tema 7 - Charlie Pollard: teclados y programación en el tema 7 - Rebirth Brass Band: vientos y percusión en el tema 7 - Ginger Baker: skip snare en el tema 7 - Zion Harmonizers: coros en los temas 7, 9 y 10 - David Baerwald: coros en el tema 7 - Mike Mills: coros en el tema 7 - Robert Bell: bajo en los temas 8 y 10 y programación en el tema - Paul Buchanan: guitarra y coros en el tema 8 - Ziggy Modeliste: batería en el tema 9 - Martin Page: teclados, piano, programación y coros en el tema 10 | Horn Section #1 (conducida por Wardell Quezergue) - Warren Bell: saxofón soprano - Duane Van Paulin: trombón - Stacey Cole: trompeta - Amadee Castenell: saxofón tenor - Fred Kemp: saxofón tenor Horn Section #2 (conducida por Wardell Quezergue) - Amadee Castenell: saxofón tenor - Duane Van Paulin: trombón - Carl Blouin: saxofón barítono - Anthony Dagardi: saxofón soprano - Brian Graber: trompeta Horn Section #3 (conducida por Mark Isham) - Mark Isham: trompeta y fliscorno - Ken Kugler: trombón - Richard Mitchell: saxofón tenor - Dan Higgins: saxofón alto - John J. Mitchell: clarinete |

## Listas de éxitos
| Año  | Lista         | Posición |
| ---- | ------------- | -------- |
| 1991 | Billboard 200 | 69       |

| Año  | Sencillo                | Lista                            | Posición |
| ---- | ----------------------- | -------------------------------- | -------- |
| 1991 | "What About Now"        | Billboard Mainstream Rock Tracks | 15       |
| 1991 | "What About Now"        | Billboard Modern Rock Tracks     | 28       |
| 1991 | "Go Back to Your Woods" | Billboard Mainstream Rock Tracks | 32       |